# Tinh vân Quả Tạ Nhỏ
Tinh vân Dumbbell nhỏ, còn gọi là Messier 76, NGC 650/651, tinh vân Barbell, hay tinh vân Cork , là một tinh vân hành tinh trong chòm sao Anh Tiên. Pierre Méchain phát hiện ra nó vào năm 1780 và Charles Messier đã liệt kê nó như là một thiên thể giống sao chổi với thứ tự 76 trong danh lục của ông. Năm 1918 nhà thiên văn học Heber Doust Curtis đã phát hiện ra nó là một tinh vân hành tinh. Tuy nhiên, đã có những tranh cãi xung quanh phát hiện này, như Isaac Roberts từ năm 1891 cho rằng M76 phải có tính tương tự như tinh vân Vòng (M57), thay vì nó được nhìn từ phía cạnh. Cấu trúc của nó hiện nay được phân loại thành tinh vân hành tinh lưỡng cực (BPNe).
Khoảng cách từ Trái Đất tới M76 hiện tại được ước lượng là 780 parsec hay 2.500 năm ánh sáng.
, và tinh vân có đường kính bằng 0,378 pc (1,23 ly).
Tinh vân có cấp sao biểu kiến là +10,1 với ngôi sao ở trung tâm hoặc nhân của tinh vân hành tinh (PNN) có cấp sao +15,9v (16,1B). Ánh sáng tử ngoại từ PNN mở rộng ra bên ngoài tạo ra hình dạng của tinh vân, và nhiệt độ bề mặt của nó vào khoảng 88.400 K. Toàn bộ tinh vân đang di chuyển tiếp cận về phía Trái Đất với tốc độ −19,1 km.s−1.
Tinh vân Dumbbell nhỏ có tên gọi lấy từ tinh vân Dumbbell (M27) trong chòm sao Hồ Ly. Ban đầu người ta nghĩ là M76 chứa hai tinh vân phát xạ tách biệt và vì vậy nó được liệt kê hai số trong NGC là 650 và 651. Một số người coi M76 là thiên thể mờ nhất và khó quan sát nhất trong danh lục của Messier.